# ریان، ادلب
ریان (به عربی: ریان) یک روستا در سوریه است که در ناحیه سراقب واقع شده‌است. ریان ۱٬۸۱۶ نفر جمعیت دارد.